# ستراتونیون
ستراتونیون (به لاتین: Stratoni) یک روستا در یونان است که در شهرستان آریستوتلیس واقع شده‌است.